# إرنست غليني
إرنست غليني (بالإنجليزية: Ernest Glennie)‏ هو لاعب اتحاد الرغبي نيوزلندي، ولد في 1871، وتوفي في 16 يوليو 1908.